# دهستان ملارد شمالی
دهستان ملارد شمالی یکی از دهستان‌های بخش مرکزی شهرستان ملارد در استان تهران ایران است.

## جمعیت
براساس سرشماری مرکز آمار ایران در سال ۱۳۹۵، جمعیت آن ۳۱٬۳۶۲ نفر (در ۹٬۱۲۶ خانوار) بوده‌است.